# Niphona affinis
Niphona affinis là một loài bọ cánh cứng trong họ Cerambycidae.